# Kanton Mauléon-Barousse
Der Kanton Mauléon-Barousse war bis 2015 ein französischer Wahlkreis im Arrondissement Bagnères-de-Bigorre, im Département Hautes-Pyrénées und in der Region Midi-Pyrénées; sein Hauptort war Mauléon-Barousse. Sein Vertreter im Generalrat des Départements war zuletzt von 1979 bis 2015, zuletzt wiedergewählt 2011, François Fortassin.

## Gemeinden
Der Kanton umfasste die Wahlberechtigten aus 25 Gemeinden.
| Gemeinde         | Einwohner Jahr | Fläche km² | Bevölkerungsdichte | Postleitzahl | Code INSEE |
| ---------------- | -------------- | ---------- | ------------------ | ------------ | ---------- |
| Anla             | 94 (2013)      | –          | – Einw./km²        | 65370        | 65012      |
| Antichan         | 36 (2013)      | –          | – Einw./km²        | 65370        | 65014      |
| Aveux            | 49 (2013)      | –          | – Einw./km²        | 65370        | 65053      |
| Bertren          | 228 (2013)     | –          | – Einw./km²        | 65370        | 65087      |
| Bramevaque       | 38 (2013)      | –          | – Einw./km²        | 65370        | 65109      |
| Cazarilh         | 49 (2013)      | –          | – Einw./km²        | 65370        | 65139      |
| Créchets         | 43 (2013)      | –          | – Einw./km²        | 65370        | 65154      |
| Esbareich        | 77 (2013)      | –          | – Einw./km²        | 65370        | 65158      |
| Ferrère          | 53 (2013)      | –          | – Einw./km²        | 65370        | 65175      |
| Gaudent          | 46 (2013)      | –          | – Einw./km²        | 65370        | 65186      |
| Gembrie          | 71 (2013)      | –          | – Einw./km²        | 65370        | 65193      |
| Ilheu            | 36 (2013)      | –          | – Einw./km²        | 65370        | 65229      |
| Izaourt          | 244 (2013)     | –          | – Einw./km²        | 65370        | 65230      |
| Loures-Barousse  | 611 (2013)     | –          | – Einw./km²        | 65370        | 65287      |
| Mauléon-Barousse | 122 (2013)     | –          | – Einw./km²        | 65370        | 65305      |
| Ourde            | 33 (2013)      | –          | – Einw./km²        | 65370        | 65347      |
| Sacoué           | 86 (2013)      | –          | – Einw./km²        | 65370        | 65382      |
| Sainte-Marie     | 40 (2013)      | –          | – Einw./km²        | 65370        | 65391      |
| Saléchan         | 214 (2013)     | –          | – Einw./km²        | 65370        | 65398      |
| Samuran          | 26 (2013)      | –          | – Einw./km²        | 65370        | 65402      |
| Sarp             | 110 (2013)     | –          | – Einw./km²        | 65370        | 65407      |
| Siradan          | 293 (2013)     | –          | – Einw./km²        | 65370        | 65427      |
| Sost             | 93 (2013)      | –          | – Einw./km²        | 65370        | 65431      |
| Thèbe            | 84 (2013)      | –          | – Einw./km²        | 65370        | 65441      |
| Troubat          | 63 (2013)      | –          | – Einw./km²        | 65370        | 65453      |

## Bevölkerungsentwicklung
| 1962 | 1968 | 1975 | 1982 | 1990 | 1999 | 2006 |
| ---- | ---- | ---- | ---- | ---- | ---- | ---- |
| 3259 | 3222 | 2902 | 2681 | 2644 | 2708 | 2843 |